# Нечаєв Сергій Валентинович
Сергі́й Валенти́нович Неча́єв (3 березня 1932, Маріуполь — 4 серпня 2018, Київ) — український геолог з корисних копалин, геохімік, фахівець з мінерагенії. Доктор геолого-мінералогічних наук (1973), професор. Лауреат Державної премії України в галузі науки і техніки (1998). Один із першовідкривачів Шполянсько—Ташлицького рідкіснометалічного району та Майського золоторудного родовища, виокремив Східноєвропейський пояс стратиформної мінералізації в осадовому чохлі платформи.
Протягом 35 років — науковий співробітник Інституту геохімії і фізики мінералів (1966—2001), з яких 13 років — завідувач відділу мінералогії і геохімії кольорових і рідкісних металів. Автор понад 200 наукових робіт, учень академіка Миколи Семененка та професора Якова Бєлєвцева.

## Життєпис
Народився 3 березня 1932 року в Маріуполі в родині геолога-вугільника Валентина Нечаєва (1904—1982).
У 1955 році закінчив кафедру геології родовищ корисних копалин геологічного факультету Київського державного університету імені Тараса Шевченка. Відтоді ж — геолог Головного управління геології та охорони надр УРСР та Кіровської експедиції Міністерства середнього машинобудування СРСР.
У 1961 році заочно закінчив аспірантуру та здобув науковий ступінь кандидата геолого-мінералогічних наук, захистивши дисертацію на тему «Гидротермальная минерализация Волновахской зоны разломов» (науковий керівник — професор Яків Бєлєвцев).
З 1962 року — геолог-консультант німецько-радянського геологічного акціонерного товариства «Вісмут». З 1966 року — науковий співробітник Інституту геохімії і фізики мінералів (ІГФМ). Протягом 1972 року займався геологічними дослідженнями в Швеції.
У 1973 році здобув науковий ступінь доктора геолого-мінералогічних наук, захистивши дисертацію на тему «Генезис минерализации в позднедокембрийских и палеозойских толщах склонов Украинского щита и смежных платформенных структур» (науковий консультант — академік Микола Семененко).
З 1976 року — геолог-консультант Міністерства мінеральних і водних ресурсів Сомалі, однойменного міністерства Німецької Демократичної Республіки. Після повернення до Києва у 1981 році очолив відділ мінералогії і геохімії кольорових і рідкісних металів ІГФМ. Паралельно три роки (1982—1985) обіймав посаду заступника директора інституту з наукової роботи. Був кандидатом на посаду міністра геології УРСР.
У 1994 році залишив посаду завідувача відділу, працював головним науковим співробітником. З 1999 року працював на родовищах у Норвегії. З 2001 року — провідний науковий співробітник відділу геології корисних копалин Українського державного геологорозвідувального інституту.

Могила Сергія Нечаєва, Берковецьке кладовище

У 2009 році вимушено вийшов на формальний відпочинок через скорочення чисельності штату інституту. До останнього тижня життя співпрацював із Інститутом геофізики імені С. І. Субботіна НАН України. Помер на 87-му році життя 4 серпня 2018 року. Похований разом із родиною на Берковецькому кладовищі (ділянка № 84, 50°29′26.40″ пн. ш. 30°23′37.70″ сх. д. / 50.4906667° пн. ш. 30.3938056° сх. д.).

## Наукова діяльність та інтереси
Автор понад 200 наукових робіт. Серед учнів Сергія Нечаєва — професори Володимир Сьомка, Василь Загнітко тощо.
У своїй кандидатській дисертації 1961 року обґрунтував просторово-генетичний зв'язок Волноваської зони розколів із рудними родовищами Українського щита та Донбасу. Працюючи за кордоном в 1960-х—1970-х роках, відкрив низку родовищ олов'яних і вольфрамових руд у Рудних горах Чехії—Німеччини.
У своїй докторській дисертації 1973 року обґрунтував нові генетичні типи оруднень південно-західної частини Східноєвропейської платформи. Завдяки дослідженням цього напряму став одним із першовідкривачів Шполянсько—Ташлицького рідкіснометалічного району та Майського золоторудного родовища, багатьох рудопроявів рідкісних металів. Виокремив Східноєвропейський пояс стратиформної мінералізації в осадовому чохлі платформи, відкрив потрійний халькогенід золота, телуру та талію, названий на його честь.
Наприкінці 1970-х років, перебуваючи в Демократичній Республіці Сомалі, планував спільні роботи із професорами Яковом Бєлєвцевим та Євгеном Шнюковим з металогенічного вивчення берегової зони, але плани були зірвані через спробу державного перевороту в республіці.
Працюючи в Швеції та Норвегії, досліджував, зокрема, скарновий комплекс родовища Буліден, встановив закономірності формування таких оруднень в Україні. Результати цих робіт узагальнив у спільній із Володимиром Сьомкою монографії «Скарны Украины».
У заключний період наукової діяльності в Українському державному геологорозвідувальному інституті розробив низку металогенічних карт України, зокрема «Карту золотоносності України масштабу 1:1 500 000», «Комплексну металогенічну карту України масштабу 1:500 000» та «Прогнозно-металогенічну карту рідкіснометалевого зруденіння Українського щита масштабу 1:500 000». Співпрацюючи з Інститутом геофізики в останні роки життя, займався, зокрема, питанням радіоактивності опадів Чорного моря.
Після смерті професора Нечаєва доктор геолого-мінералогічних наук Олег Гінтов відзначав:
|  | Сергій мав феноменальну пам'ять, і не тільки професійну, а й життєву (його слова: «Пам'ять моя – це моя болячка»). Він пам'ятав усі дати, прізвища, імена, пори року, дні та години подій свого життя. А якщо вже говорити про професіоналізм, то для опису порід та мінералів, ізотопів, геохімічних реакцій, метасоматичних процесів та конкретної їх прив'язки до структур йому не потрібно було звертатися до словників та власних записів – вони всі були у нього в голові. |

Професор Нечаєв захоплювався риболовлею, нумізматикою та орнітологією, мав співочий голос. Любив відпочивати на своїй дачі на березі річки Рось. Професор Степан Кривдік, віддаючи належне досягненням Сергія Нечаєва в геології, згадував, що у багатьох політичних поглядах він був «типовим радянським комуністом, хоча критично ставився до деяких подій і політичних діячів».

## Науковий доробок (частковий)
- Гидротермальная минерализация Волновахской зоны разломов: диссертация кандидата геолого-минералогических наук : 04.00.00. — Киев, 1960. — 304 с. : ил.
- Минерализация Волновахской зоны разломов / АН УССР. Ин-т химии и физики минералов. — Киев: Наукова думка, 1970. — 172 с. : ил., карт.
- Генезис минерализации в позднедокембрийских и палеозойских толщах склонов Украинского щита и смежных платформенных структур: диссертация доктора геолого-минералогических наук : 04.00.08. — Киев, 1972. — 315 с. : ил.
- Отчет о командировке в Швецию / АН СССР. ВИНИТИ. — Москва: [б. и.], 1973. — 19 с.
- Флюорито-барито-сульфидная формация запада Русской платформы. — Киев: [б. и.], 1974. — 55 с.
- Геолого-геохимическая природа оруденения в осадочном чехле западной части Восточно-Европейской платформы. — Киев: Наук. думка, 1978. — 191 с. : ил., карт.
- Нечаев С. В. Структурно-возрастные соотношения комплексов докембрия Украинского щита и Чешского массива, некоторые геотектонические и металлогенические проблемы // Геол. журнал. — 1981. — 41. — № 2. — С. 38–50.
- Сущано-Пержанская зона: (Геология, минералогия, рудоносность) / С. В. Металиди, С. В. Нечаев. — Киев: Наук. думка, 1983. — 136 с. : ил.
- Минерализация олова, вольфрама и молтбдена в Украинском щите: [С. В. Нечаев, С. Г. Кривдик, В. А. Семка и др. ; отв. ред. С. В. Нечаев] ; АН УССР, Ин-т геохимии и физики минералов. — Киев: Наук. думка, 1986. — 211, [1] с., [12] л. ил. : ил.
- Скарны Украины / С. В. Нечаев, В. А. Семка; АН УССР, Ин-т геохимии и физики минералов. — Киев: Наук. думка, 1989. — 208,[3] с. : ил.
- Нечаев С. В., Макивчук О. Ф., Белых Н. А., Кузьменко А. В., Прытков Ф. Я. Новый редкометалльный район Украинского щита // Геол. журнал. — 1991. — № 4. — С. 119—122.
- Нечаев С. В. Савранская золоторудная структура — гравитационно-магнитное поле и геологическая природа // Критерии поисков и перспективы промышленной золотоносности Украины. — Т. 2. — Киев: Наукова думка, 1993. — С. 93–109.
- Нечаев С. В., Наумов Г. Б. Региональная зональность оруденения Украинского щита: современный план и палео-тектонические реконструкции // Геология рудных месторождений. — 1998. — 40. — № 2. — С. 124—136.
- Факторы ураноносности донных отложений украинской части Черного моря / С. В. Нечаев // Геология и полезные ископаемые Мирового океана. — 2012. — № 2. — С. 25-39.
- Рудоносные метасоматиты центральной части Украинского щита (прогнозно-поисковое значение) / С. В. Нечаев, В. А. Сёмка // Геохімія та рудоутворення. — 2012. — Вип. 31-32. — С. 12-23.
- Признаки палеопротерозойских галогенных и каустобиолитовых формаций в аспекте геолого-геохимической природы рудной минерализации в Украинском щите / С. В. Нечаев // Мінеральні ресурси України. — 2013. — № 4. — С. 21-27.
- К разработке поисковых критериев месторождений рудных полезных ископаемых (в связи с монографией «Кировоградский рудный район»). Статья 1 / С. В. Нечаев // Збірник наукових праць УкрДГРІ. — 2016. — № 2. — С. 145—159.
- К разработке поисковых критериев месторождений рудных полезных ископаемых (в связи с монографией «Кировоградский рудный район»). Статья 2 / С. В. Нечаев // Збірник наукових праць УкрДГРІ. — 2016. — № 3. — С. 132—143.
- Особенности металлогении области стыковки континентального и океанического сегментов земной коры северных частей Африканского Рога и Индийского океана / С. В. Нечаев // Геология и полезные ископаемые Мирового океана. — 2017. — № 1. — С. 5-19.
- Академическое начало и реальный вклад Украинского государственного геологоразведочного института в познание металлогении Украины / С. В. Нечаев // Збірник наукових праць УкрДГРІ. — 2018. — № 1-2. — С. 58-63.
- Большой Донбасс и необычная история Самарской партии Украинского геологического управления / С. В. Нечаев // Збірник наукових праць УкрДГРІ. — 2018. — № 3-4. — С. 150—162.
- О связи редкоземельной, редкометалльной и золоторудной минерализации с разломно-блоковой тектоникой Украинского щита. 1 / С. В. Нечаев, О. Б. Гинтов, С. В. Мычак // Геофизический журнал. — 2019. — Т. 41, № 1. — С. 3-32.
- О связи редкоземельно-редкометалльной и золоторудной минерализации с разломно-блоковой тектоникой Украинского щита. 2 / С. В. Нечаев, О. Б. Гинтов, С. В. Мычак // Геофизический журнал. — 2019. — Т. 41, № 2. — С. 58-83.

## Нагороди
- 1992 — премія НАН України імені В. І. Вернадського — «за монографію „Скарни України“»
- 1998 — Державна премія України в галузі науки і техніки — «за цикл робіт „Геохімія, петрологія і рудоносність докембрію України“»
- нагрудний знак «Почесний розвідник надр України»
- медаль імені Л. І. Лутугіна[5]